# Oncocnemis media
Oncocnemis media är en fjärilsart som beskrevs av Köhler 1979. Oncocnemis media ingår i släktet Oncocnemis och familjen nattflyn. Inga underarter finns listade i Catalogue of Life.